# Yangervis Solarte
Yangervis Solarte (né le 7 juillet 1987 à Valencia, Carabobo, Venezuela) est un joueur de champ intérieur de la Ligue majeure de baseball.

## Carrière

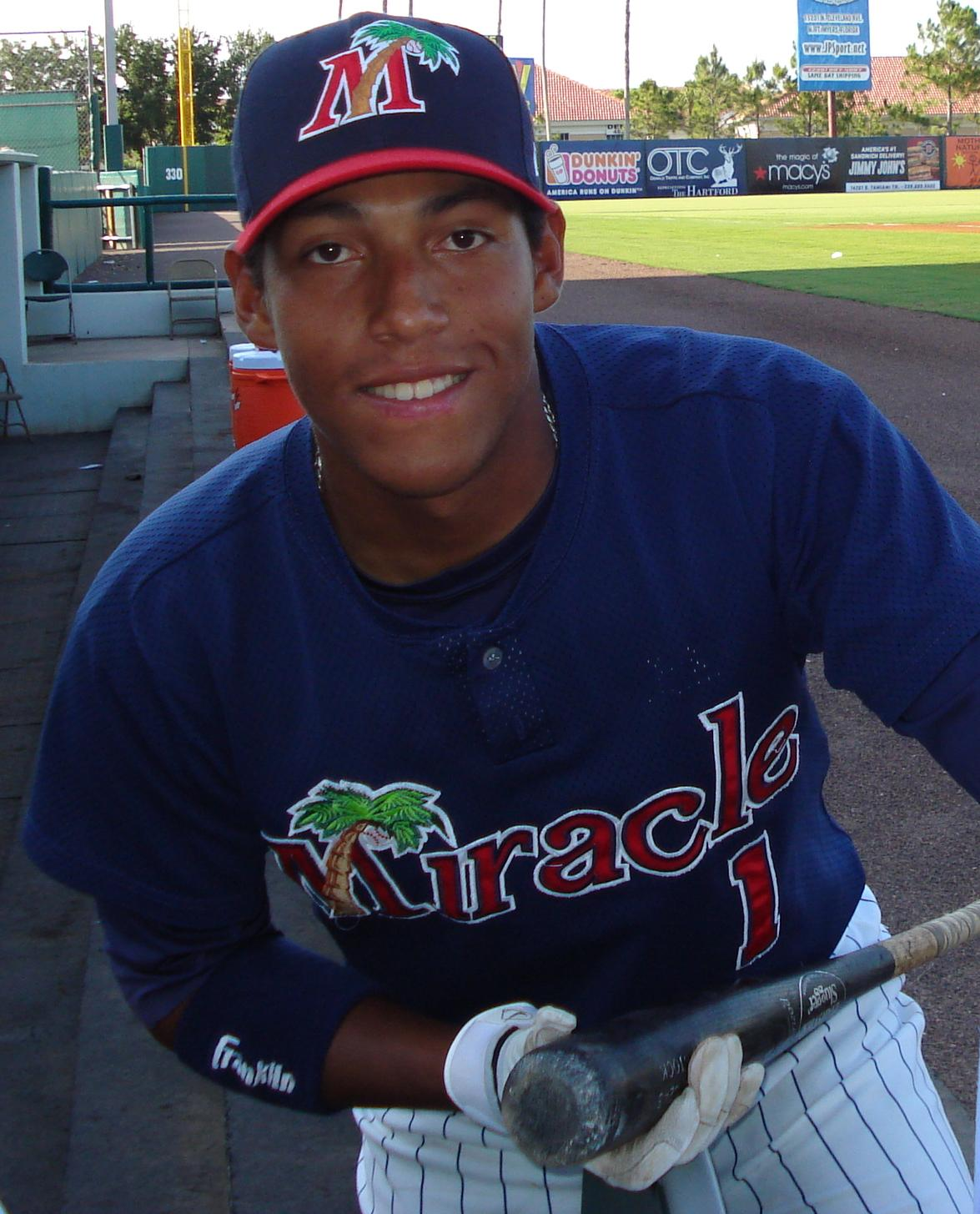
Yangervis Solarte en ligue mineure en 2008 avec le Miracle de Fort Myers.

Yangervis Solarte signe son premier contrat professionnel en 2005 avec les Twins du Minnesota. Il évolue en ligues mineures dans l'organisation des Twins de 2006 à 2011 avant de jouer deux ans avec l'Express de Round Rock, le club-école des Rangers du Texas, en 2012 et 2013.

### Yankees de New York
En 2014, Solarte signe un contrat chez les Yankees de New York et, à l'issue de l'entraînement de printemps, mérite le poste de joueur de troisième but de l'équipe, privée d'Alex Rodriguez, le titulaire de cette position qui est frappé d'une suspension. Le 2 avril, il fait ses débuts dans le baseball majeur contre les Astros de Houston. Le 3 avril, toujours contre les Astros, il frappe ses 3 premiers coups sûrs dans les majeures, dont un double. Son tout premier est un simple aux dépens du lanceur Brett Oberholtzer. Il connaît d'impressionnants débuts à l'attaque, devenant le premier joueur des majeures depuis l'année 1900 à réussir 6 doubles à ses 7 premiers matchs joués en carrière. Solarte frappe pour ,254 de moyenne au bâton avec 6 circuits et 31 points produits en 75 matchs pour les Yankees en 2014, mais est incapable de continuer sur sa lancée du tout début de la saison et est, par conséquent, de moins en moins utilisé par le gérant Joe Girardi, qui lui préfère Zelous Wheeler ou Kelly Johnson.

### Padres de San Diego
Le 22 juillet 2014, les Yankees de New York échangent Yangervis Solarte Chase Headley et le lanceur droitier des ligues mineures Rafael De Paula aux Padres de San Diego contre le joueur de troisième but Chase Headley et une somme d'un million de dollars.

### Blue Jays de Toronto
Le 6 janvier 2018, San Diego échange Solarte aux Blue Jays de Toronto contre deux joueurs de ligues mineures, le voltigeur Edward Olivares et le lanceur droitier Jared Carkuff.

## Vie personnelle
Yangervis Solarte est père de trois filles. Son épouse Yuliett Pimentel, mère de ces trois enfants, meurt des suites d'un cancer le 16 septembre 2016 à l'âge de 31 ans.
Yangervis Solarte reçoit en décembre 2016 le prix Tony Conigliaro, décerné annuellement à un joueur ayant fait preuve de détermination et de courage face à l'adversité.